# Cryptomator
Cryptomator este un software de criptare⁠(d) open source care oferă criptare pentru unități cloud. Oferă criptare transparentă la nivelul clientului⁠(d) pentru stocarea personală în cloud⁠(d). Cryptomator criptează fiecare fișier separat și apoi permite utilizatorului să sincronizeze fișierele cu un sistem de stocare local sau în cloud la alegere. Este disponibil pentru toate sistemele de operare majore, inclusiv Android, iOS, Windows, Mac, Linux.
Cryptomator utilizează criptarea standard AES-256 și WebDAV⁠(d) și se bazează pe modelul său open-source pentru verificabilitatea software-ului, încredere și remedierea erorilor. Software-ul criptează fiecare fișier în parte.

## Istoric
În 2017, Cure53⁠(d) a auditat software-ul. Cryptomator a fost lăudat pentru gradul său ridicat de robustețe în implementarea criptografică, dar a criticat utilizarea AES în modul ECB nesigur. Tobias Hagemann, cu toate acestea, a declarat că acesta a fost un fals pozitiv. „Acest lucru se datorează Java Cryptography Extension, unde modul ECB trebuie specificat pentru crearea modului SIV, chiar dacă acesta nu este și nu a fost niciodată utilizat de Cryptomator.”
În decembrie 2021, a fost lansat Cryptomator 2.0 pentru iOS, care a fost rescris în Swift și integrat în aplicația nativă iOS Files⁠(d).
În ianuarie 2022, a fost lansată o actualizare pentru un bug care divulga calea fișierului către Apple, din cauza integrării cu Apple File System⁠(d) și a utilizării API-ului File Provider Extension.

## Recepție
Cryptomator a primit CeBIT innovation award în 2016 pentru „Usable Security and Privacy”.